# بيلي بورنيت
بيلي بورنيت (بالإنجليزية: Billy Burnette)‏ هو مغني ومغن مؤلف وعازف قيثارة أمريكي، ولد في 8 مايو 1953 في ممفيس في الولايات المتحدة.

## وصلات خارجية
- بيلي بورنيت على موقع IMDb (الإنجليزية)
- بيلي بورنيت على موقع ميوزك برينز (الإنجليزية)
- بيلي بورنيت على موقع ديسكوغز (الإنجليزية)
- بيلي بورنيت على موقع قاعدة بيانات الفيلم (الإنجليزية)